# Fronteira Sul
A Fronteira Sul é uma maneira informal de se referir à divisa de estados entre Minas Gerais e o estado de São Paulo (estado), fica localizada na Serra da Mantiqueira nas regiões do Sul de Minas Gerais e o Vale do Paraíba, A fronteira sul é "limitada" somente às regiões mais próximas da divisa, como: Monte Verde, Piranguçu, Wenceslau Braz (Minas Gerais), Delfim Moreira (Minas Gerais), Itajubá, Maria da Fé entre outras. O termo pode ser utilizado em qualquer parte do Sul de Minas Gerais, porém é mais utilizada em alguns lugares próximo da divisa com o Vale do Paraíba.

#### Cultura e Arquitetura:
A cultura da Fronteira Sul é a mesma do resto do estado, com o Café e o Queijo sendo parte direta da cultura, outra bebida que anda se popularizado muito na região, é a Erva-mate, devido ao clima, temperatura e altitude da região, e por fazer parte da Floresta ombrófila mista(Mata das Araucárias), a erva é presente na serra, seus meios de infusão são o Chimarrão, Tereré e o Mate Tostado(Chá Mate). A região também se destaca pela Arquitetura Europeia, com Arquitetura da Itália e a Enxaimel(Arquitetura Alemã), algumas cidades de demonstram isso são partes do distrito de Monte Verde e a cidade paulista de Campos do Jordão(Cidade que pela proximidade com a Divisa, pode ser considerada). A região do Sul de Minas Gerais tem presente a cultura Alemã e Italiana, algumas cidades fazem referencia à Imigração italiana no Brasil e a Imigração alemã no Brasil, com cidades como Itajubá tendo monumentos sobre a Imigração italiana no Brasil, além de lemas como: Itajubá la citta facile de se amar.
1. ↑  Sul de Minas